# Lucerne (Califórnia)
Lucerne é uma Região censo-designada localizada no estado americano da Califórnia, no Condado de Lake.

## Demografia
Segundo o censo americano de 2000, a sua população era de 2870 habitantes.

## Geografia
De acordo com o United States Census Bureau tem uma área de 50,4 km², dos quais 15,8 km² cobertos por terra e 34,6 km² cobertos por água. Lucerne localiza-se a aproximadamente 415 m acima do nível do mar.

## Localidades na vizinhança
O diagrama seguinte representa as localidades num raio de 16 km ao redor de Lucerne.